# 巴尼兹
巴尼兹（法語：Banize，法語發音：[baniz]）是法国克勒兹省的一个市镇，属于欧比松区。

## 地理
巴尼兹（45°55'51"N, 1°59'51"E）面积15.24 平方千米，位于法国新阿基坦大区克勒兹省，该省份为法国中部省份，位于法國中央高原西北部，北起安德尔省和谢尔省，西接维埃纳省，南至科雷兹省，东临多姆山省，东北与阿列省接壤。
与巴尼兹接壤的市镇（或旧市镇、城区）包括：沙瓦纳、勒蒙泰伊欧维孔特、圣米歇尔德韦斯、圣叙尔皮斯莱尚、瓦利耶尔。

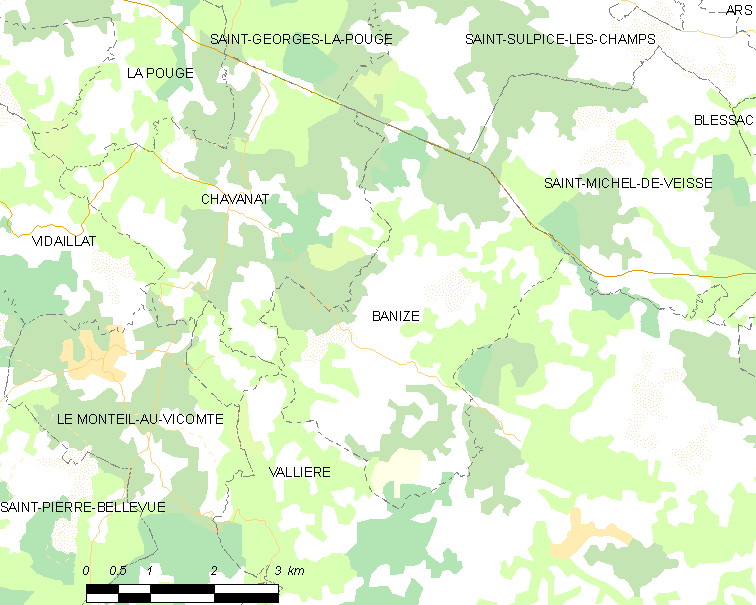
巴尼兹的OSM定位图

巴尼兹的时区为UTC+01:00、UTC+02:00（夏令时）。

## 行政
巴尼兹的邮政编码为23120，INSEE市镇编码为23016。

## 政治
巴尼兹所属的省级选区为阿安县。

## 人口

1962-2008年间巴尼兹人口变化图示

巴尼兹于2022年1月1日时的人口数量为181人。